# Nyelvfilozófia

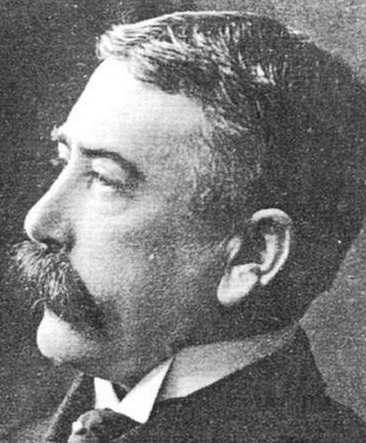
Ferdinand de Saussure, a modern nyelvészet alapító atyja

A nyelvfilozófia a nyelvi jelentés mibenlétével, nyelv és gondolkodás kapcsolatával, a nyelvhasználat szabályaival foglalkozó filozófiai kutatási terület. Feladata a megismerés és a tudományok nyelvi szempontból történő megalapozása.
Problémái már az ókor óta jelen vannak a filozófiai írásokban. Példa erre a Platón: Kratülosz és a Platón: A szofista, vagy Arisztotelész Hermeneutika és Poétika c. műve, a skolasztikusok, de Thomas Hobbes, Locke, David Hume, John Stuart Mill munkáiban is egyaránt találkozhatunk a nyelvfilozófia témaköreivel. Külön tudománnyá azonban csak a 18. század végén, a 19. század elején alakult ki, a modern nyelvészet alapító atyjaként pedig Ferdinand de Saussure nevét szokás emlegetni. A mai értelemben vett nyelvfilozófia kezdetét Gottlob Fregének a munkásságához kötik. A Fregével levelező viszonyban álló cambridge-i analitikus filozófusok, majd a bécsi kör tagjai, az oxfordi „mindennapi nyelv” (ordinary language) filozófiai iskolája, végül az 1950-es évektől nagyjából két évtizeden át központi szerepet játszó angolszász nyelvfilozófia teremtették meg a nyelvészeti szemantika-megújulásnak és a pragmatika kialakulásának a feltételeit.
Az analitikus filozófusok Russell, Wittgenstein és más filozófusok hatására a filozófiai problémák lehetséges megoldását a nyelv (logikai) elemzésében látták, ezért a nyelvfilozófiát minden más filozófia alapjának tekintették.

## A nyelv általában

### A nyelv és az emberi természet

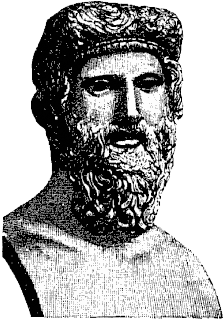
Platón

A nyelv eszköz valamire: a gondolkodás eszköze, a kommunikáció eszköze stb. – ezt a felfogást nevezzük a nyelvről való instrumentalista gondolkodásnak.
Platón szerint a „nevek közlési, tanítási eszközök”, a szavak függetlenek használóiktól; egy normát, előírást testesítenek meg; céljuk határozza meg a jelentésüket. Ha a szavakat eszközként fogjuk fel, ez azt jelenti, hogy ragaszkodunk az egyes beszélőktől függetlenül létező nyelvi formákhoz, Wittgenstein erről azt mondja „egy szó jelentése – használata a nyelvben”. Saussure azt állítja, a nyelv tiszta értékrendszer. Szerinte mind a nyelvtudományban, mind a politikatudományban az érték fogalmával állunk szemben, ugyanis mindkét tudományban olyan rendszerről van szó, amely különböző fajtájú dolgok közötti azonosságból tevődik össze: ezek az előbbiben a munka és a bér, az utóbbiban a jelölet és a jelölő. John Locke szerint a szó jelentése a beszélő saját ideája: egy szóról sohasem tudhatjuk meg, hogy rajtunk kívül álló emberek mit is értenek rajta.
Hilary Putnam bevezeti a nyelvi munkamegosztás fogalmát: ezen elmélet szerint a nyelvnek szükségszerű, de nem származékos vonása a társadalmisság. A nyelv természeténél fogva csak kollektíve birtokolható olyan lények által, akik kollektív tevékenységet folytatnak. Chomsky azt állította, hogy a nyelvi képesség születésünktől fogva adott, és a nyelvi képesség azonos szinten van meg mindenkiben Ez az állítás leginkább azzal bizonyítható, hogy – intelligenciaszintről függetlenül – többnyire mindenki megtanul beszélni. Ebből az elméletből azt a következtetést vonta le Chomsky, hogy a nyelvtanulás képessége velünk született tulajdonság, a grammatikai szabályok azonban tanult sajátosságok.

### A nyelv és a gondolkodás viszonya
A nyelv a gondolkodásnak, a kommunikációnak és a kifejezésnek az eszköze.
John Locke: az igazság csak a mondatokra vonatkozik, mert az igazság a jelek helyes egyesítésében vagy szétválasztásában állnak. A hangokkal jelölt ideák amennyiben egyeznek az ősképeinkkel, annyiban valóságos az igazságuk.
Wilhelm von Humboldt: a nyelv forma, a gondolat alakító szerve. Az értelmi tevékenység, ami belső, a nyelv által külsővé válik. A gondolkodás és a nyelv kapcsolata az emberi természetben rejlik. A beszéd feltétel az egyén gondolkodásához, társadalmi úton fejlődött ki, és a mai napig szakadatlanul hozza létre önmagát. Nyelv nélkül fogalom sincs, ugyanis a lélek számára nem létezik tárgy: a szó a tárgy lélekben létrehozott lenyomata.
Searle: A nyelv a jelentés alapján áll összefüggésben a valósággal. A jelentés a puszta kimondással válik illokúciós aktussá, és a jelentés e típusa teszi lehetővé, hogy a nyelv kapcsolatban álljon a valósággal. A nyelv struktúráját nem lehet a kommunikációra történő hivatkozás nélkül leírni, mivel a nyelvben forma és funkció kölcsönhatásban van egymással. A nyelv funkcióját a kommunikáció felől kell feltárni. A nyelvi képesség több annál, hogy bizonyos szabályok ismerésével mondatokat tudjunk alkotni: „Egy személy tudása a mondatok jelentéséről, annak tudásával azonos, hogy hogyan kell a mondatokat állítások megtételére, parancsok kiadására, kérések feltevésére használni.” (J. Searle: Elme, nyelv és társadalom)
Frege két nyelvet különböztet meg: természetes nyelvet és formalizált nyelvet. Szerinte a mondat nem alkotórészeinek az összege, hanem a nyelvi jelentés szerkezettel bíró alapegysége.
Wittgenstein szerint a nyelvet beszélni: tevékenység. A nyelv nem a világon kívül áll, hanem része annak. A nyelv szavai tárgyakat határoznak meg, ezek összekapcsolása pedig a mondat. A nyelv „álruhába öltözteti” a gondolatokat, a gondolat pedig nem más, mint értelemmel bíró kijelentés. Egy szó nem mindig reprezentál tárgyat, ilyenek például az „itt”, „most” szavak, tehát a szó jelentése: annak használata a nyelvben. Ahogyan a sakkban a figurákat, úgy rögzítik a nyelvben a szavakat a szabályok. Ezek azonban nem privát szabályok, mert egy szabály egyszeri betartása lehetetlen.

### A nyelvi relativizmus
Egyes gondolkodók úgy vélik, hogy a nyelv nem feltétele a gondolkodásnak, és a gondolkodás minden esetben a nyelv előtt halad egy lépéssel; csak így lehetséges az, hogy új fogalmak születnek. Más gondolkodók szerint a gondolkodás nyelvi természetű, vagy pedig azonos a nyelvvel, a nyelv mintegy meghatározza azt.
A nyelvi relativizmus elmélete azt állítja, hogy különböző természetes nyelvek másképpen befolyásolják a gondolkodást. A nyelvek nem pusztán a gondolatok kifejezésének semleges eszközei, hanem más-más módon befolyásolják a világról való gondolkodást. A nyelvek két különböző módon eredményezhetnek különböző gondolati rendszereket:
1. a rendelkezésre álló szavak révén;
2. a nyelv grammatikája révén.

A nyelv szabja meg, hogy mit tekintünk hasonlónak és mit különbözőnek. A világ természetéről alkotott kép eltér például a magyar és az angol számára: az egyik hasonlóságot lát, a másik különbséget (például sausage [ang.] = kolbász, virsli, hurka [magy.]).
Wittgenstein a nyelvi relativizmus képtelenségét a családi hasonlóság elmélettel magyarázta. Ezen elmélet szerint: nem tudjuk meghatározni, hogy mi a közös a játékokban. A játékok családot alkotnak: bizonyos szempontból hasonlóak, másikból nem. A játékban csak az közös, hogy mind játék; ugyanígy áll a dolog minden mással.

### A nyelv funkciója

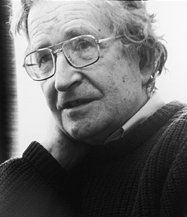
Noam Chomsky

Egyes filozófusok szerint elegendő egy-két alapvető funkció figyelembevétele ahhoz, hogy a nyelv sajátosságai érthetőek lehessenek. Mások viszont úgy gondolják, hogy a nyelvnek végtelenül sok használati funkciója van, ezért általános elmélet nem alakítható ki róla.
Azok a filozófusok, akik úgy gondolják, hogy elegendő egy-két funkció ismerete a nyelv sajátosságainak a megértéséhez, további két csoportra bonthatók: az első csoporthoz tartozók szerint a nyelv a gondolataink kifejezésének az eszköze, kommunikációra csak másodsorban használandó. E felfogás képviselője Chomsky volt, aki azt állította, hogy a nyelvi képesség velünk született, a kommunikáció pedig csak egy funkciója a nyelvnek. Egy nyelv tudása egyfajta mentális állapot: hogy beszélhessünk egy nyelvet, rendelkeznünk kell bizonyos szabályok ismeretével.
A másik csoportot azok közül, akik úgy gondolják, hogy elegendő egy-két funkció ismerete a nyelv sajátosságainak a megértéséhez, Arisztotelész „az ember társadalmi lény” elméletének követői alkotják. Ezen filozófusok az ember szociabilitásából vezetik le a nyelvet: ahogyan a szív funkciója az, hogy vért pumpáljon az erekbe, a nyelv funkciója az, hogy a társas kapcsolatot lehetővé tegye. Ezt a csoportot képviseli például Searle, aki azt állította, hogy a nyelv struktúráját nem lehet a kommunikációra való hivatkozás nélkül leírni.
Azok között, akik azt állították, hogy a nyelvnek végtelenül sok használati funkciója van, Wittgenstein és Searle neve említendő. Wittgenstein azt állította, hogy a nyelv leginkább egy szerszámosládához hasonlatos, ahogyan a szerszámok funkciója is több lehet, úgy a szavak funkciója is számos: egy szót sokféleképpen lehet használni. Austin a nyelvet a cselekvés kategóriájába sorolja: „Beszélni annyi, mint egy cselekvést végrehajtani” – ez a beszédaktus fő feltétele.

### Tanulás és veleszületettség
A nyelvi képesség alapvető kérdése, hogy velünk született-e, vagy tanulás útján sajátítjuk el. A legutóbbi időkig úgy tartották, hogy a nyelv tanult képesség, mostanában azonban inkább az innatizmus elmélete az elfogadottabb. Ezen elmélet úttörője Chomsky volt: szerinte a környezetünkből származó ingerek túl szegényesek, töredékesek ahhoz, hogy egy gyermek elsajátítson egy nyelvet. Továbbá ez a képesség azonos szinten van meg mindenben, intelligenciaszinttől függetlenül. Ezenkívül nem lehet empirikusan magyarázni a grammatikai szabályokat.
Az innatista elmélet védelmezői azonban két problémába ütköztek:
1. Azt a közhelyt fejezik ki, hogy csak az emberek használnak nyelvet.
Válasz: Az ember grammatikai képességekkel születik, nem konkrét nyelvi tudással
2. Az univerzális grammatika képességével születünk.
Válasz: Pinker a következő két állítás különbségét hangsúlyozza, a biológiai determinizmus elkerülése érdekében:
Az emberek közti különbségek nem veleszületett különbségek

Az emberek közti hasonlóságok veleszületett hasonlóságok.
Az innatizmus és az evolúciós elmélet együtt adja a magyarázatot a nyelvek sokfélesége: nem létezik embercsoport, amely ne beszélne valamilyen nyelvet.
Hilary Putnam szerint a nyelvek szükségszerű vonása a társadalmisság; a nyelv csak kollektíve birtokolható, olyan lények által, akik kooperatív tevékenységet folytatnak.

## Jelentés

### Jelentés és igazságfeltétel
A nyelvi jelek esetleges módon kapcsolódnak ahhoz, amit kifejeznek: a „lélek” ugyanazt jelenti, mint angolul a „soul”. Hogy melyik jelek lesznek értelmesek, és milyen jelentés kifejezésére szolgálnak, azt pusztán a konvenció dönti el. Ezeket a konvenciókat bármikor újra lehet teremteni – példa rá a mesterséges nyelvek, mint az eszperantó vagy az ido nyelv.
A jelentés hordozói a mondatok. Egy természetes nyelvben végtelen sok mondat képezhető; nem okoz senkinek gondot egy ismert nyelven belül mondatot képezni. A mondat jelentése a benne levő szavak jelentésétől függ, így a mondat igazságfeltétele a szavak igazságától függ, pontosabban attól, hogy jelölnek-e konkrét fogalmat. A szavak jelölhetnek egy dolgot vagy többet, de lehetnek jelentés nélküliek is, mint például a „vabig” szó.  Ha egy jelölet nélküli szóról állítunk valamit egy mondatban, akkor a mondatunk hamis lesz.
A nyelv referáló funkcióval bír. A referáló funkció a nyelvi kifejezések azon sajátossága, hogy a világ dolgaira utalnak. Wittgenstein ezt az elképzelést, miszerint jelentés = referencia, véli felfedezni Hippói Szent Ágoston gondolkodásában: a nyelv a lélek érzéseit árulja el. A gyerek úgy érti meg a szavakat, hogy a felnőtt miközben kimondja azokat, rápillant a tárgyra vagy valamilyen gesztust hajt végre. A nyelv szavai tárgyakat neveznek meg; a mondatok ilyen elnevezésekből adódnak. Frege nem fogadja el ezt az elméletet: szerinte a jelentés nem azonosítható a referenciával, még akkor sem, ha egy szó megjelöl egy tárgyat.
Frege szerint  ha két szó ugyanazt jelöli, akkor jelentésüknek is azonosnak kellene lennie. Ha egy kifejezésben egy szót azonos jelentésűre cserélünk akkor a kifejezés értelme nem változhat meg. Mindebből az következik, hogy azonos jelöletű (referenciájú) szavak felcserélhetők anélkül, hogy a mondat értelme megváltozna. Ez viszont nem így van: egy mondatnak van értelme és van jelölete. Vénusz és az Esthajnalcsillag például ugyanarra utal, tehát a jelöletük azonos, noha az értelmük nem egyezik meg azon beszélők számára, akik a jelölet azonosságával nincsenek tisztában. – Russell így szemlélteti a kérdést: a Scott és a Waverley szerzője kifejezésnek ugyanaz a jelentése: Walter Scott, de különböző az értelmük. Russell másik példája szerint a „Franciaország jelenlegi királya kopasz” mint kifejezés rendelkezik értelemmel, jelentése azonban nincs.
Quine szerint a jelentés elsődleges hordozója nem a szó, hanem a mondat. A szavak jelentése azon mondatok igazságfeltételeiből ismerhető meg, amelyekben előfordulnak.

### Jelentés és verifikáció (Wittgenstein:Vizsgálódásokalapján)
A verifikáció-elv a következő: Egy kijelentés akkor értelmes valaki számára, ha az illető tudja, a jelentés hogyan igazolható, azaz ha tudja, milyen megfigyelés fényében nyilvánítható az adott kijelentés igaznak vagy hamisnak.
Egy kijelentés akkor igaz, ha analitikus, vagy ha empirikusan verifikálható. Azonban bizonyos kijelentések esetében nem szükséges a verifikáció annak eldöntéséhez, hogy igazak-e, vagy sem. A tudományban szerepelnek olyan kijelentések, amelyek megfigyeléssel nem igazolhatók és nem is cáfolhatók. A matematika és a logika kijelentései ilyenek: ezek tautológiák, analitikus állítások; a bennük szereplő szimbólumok teszik igazzá. Ennek megfelelően a verifikáció-elv a következőképpen alakul: egy kijelentés akkor értelmes, ha vagy analitikus, vagy empirikusan verifikálható vagy falszifikálható.
Ayer a következőt mondta Wittgenstein elméletéről: a filozófia nem tapasztalati tudomány, hanem nyelvtan, a törvények pedig nyelvtani szabályok. Ami filozófiai kérdés, az egyben nyelvtani kérdés is.
Wittgenstein a „középső”, átmeneti korszakában a jelentést a verifikáció terminusaiban próbálta értelmezni. A késői Wittgenstein a nyelvvel kapcsolatos nézeteit gyakran a szokás és a használat fogalmára hivatkozva jellemzi. Valójában azonban nincs olyan elmélet, amit a jelentés „használatelméletének” nevez. Wittgenstein idegenkedett bármilyen „elmélettől”; szerinte „egy szó jelentése: annak használata a nyelvben”.

## Referencia

### A nyelv referáló funkciója
A szavak jelentése: mindegyik egy bizonyos dolgot vagy a dolgoknak egy bizonyos fajtáját jelöli. A nyelv referáló funkciója: a nyelvi kifejezéseknek az a sajátossága, ahogyan a világ dolgaira utalnak.
Arisztotelész szerint ami a beszédben elhangzik, azok a lelki tartalmak jelei, amit leírunk, az a beszédaktus jelei. Az igazság és a hamisság az összekapcsoláson és a szétválasztáson múlik, a névszók és igék önmagukban se nem igazak, se nem hamisak. Igaz akkor lesz egy ítélet, ha olyan A és B dolgot kapcsol össze, amelyek a valóság A és B elemének a képmásai, azaz az egyesült elemeket egyesültnek, az elkülönülteket pedig elkülönülten mutatja be (korrespondencia-elmélet).
Strawson szerint a kifejezések nem „referálnak” valamire, hanem a kifejezéseket referenciális funkcióban használjuk: „egy kifejezést arra használnak, hogy egy bizonyos személyről említést tegyünk”. Az említést és referálást nem a kifejezés teszi. Egy kifejezés segítségével akkor hajthatunk végre sikeres referenciális aktust, ha egy létező tárgyra utalunk vele.
Searle referencia-axiómái:
1. Amire referálunk, annak léteznie kell. (létezési axióma)
2. Ha igaz valami egy tárgyra, akkor igaz egy vele azonos másik tárgyra is.
3. Ha S referál egy tárgyra, akkor azonosítja.

## Radikális fordítás (QuineWorld and Objectsalapján)
Quine szerint nem lehetséges az a priori tudás, és csak a fizikai tételek testesítenek meg a világról valódi tudást: a világon minden dolog ténye fizikai tény (ezt az elméletet nevezzük fizikalizmusnak). A jelentés azonban nem fizikai fogalom, tehát a jelentés tudománya nem lehetséges. A jelentést, írta Quine, a külvilágból érkező ingerek és a nyelvi viselkedési diszpozíciók közötti korrelációban kell keresni, ezek lesznek a fizikai létezők. Ennek az összefüggésnek a vizsgálatára a radikális fordítás alkalmas.
A radikális fordító dolga egy radikális fordítói kézikönyv összeállítása, ami egy olyan függvény, ami az egyik nyelv elemeihez egy másik nyelv elemeit rendeli. A fordítási kézikönyv úgy készül, hogy például a nyelvész és egy bennszülött egyaránt egy eseményt figyel, mondjuk azt, hogy egy nyúl szalad keresztül a mezőn, a bennszülött ránéz, és azt mondja „Gavaj”, mire a fordító kérdőjellel lejegyzi: „Gavaj = nyúl”. A probléma ott van, hogy nem tudni, a bennszülött a nyúlra vagy a nyúlságra utalt. Ezért nem lehetséges a jelentés tudománya: a fizikai tények több fordítást is megengednek.
A fordító feladata két nyelv azonos jelentésű kifejezésének a párosítása. Quine szerint az egyedüli releváns fizikai tények, amelyek a kézikönyv helyességét meghatározzák, az inger-jelentésekkel kapcsolatos tények.

## Nevek

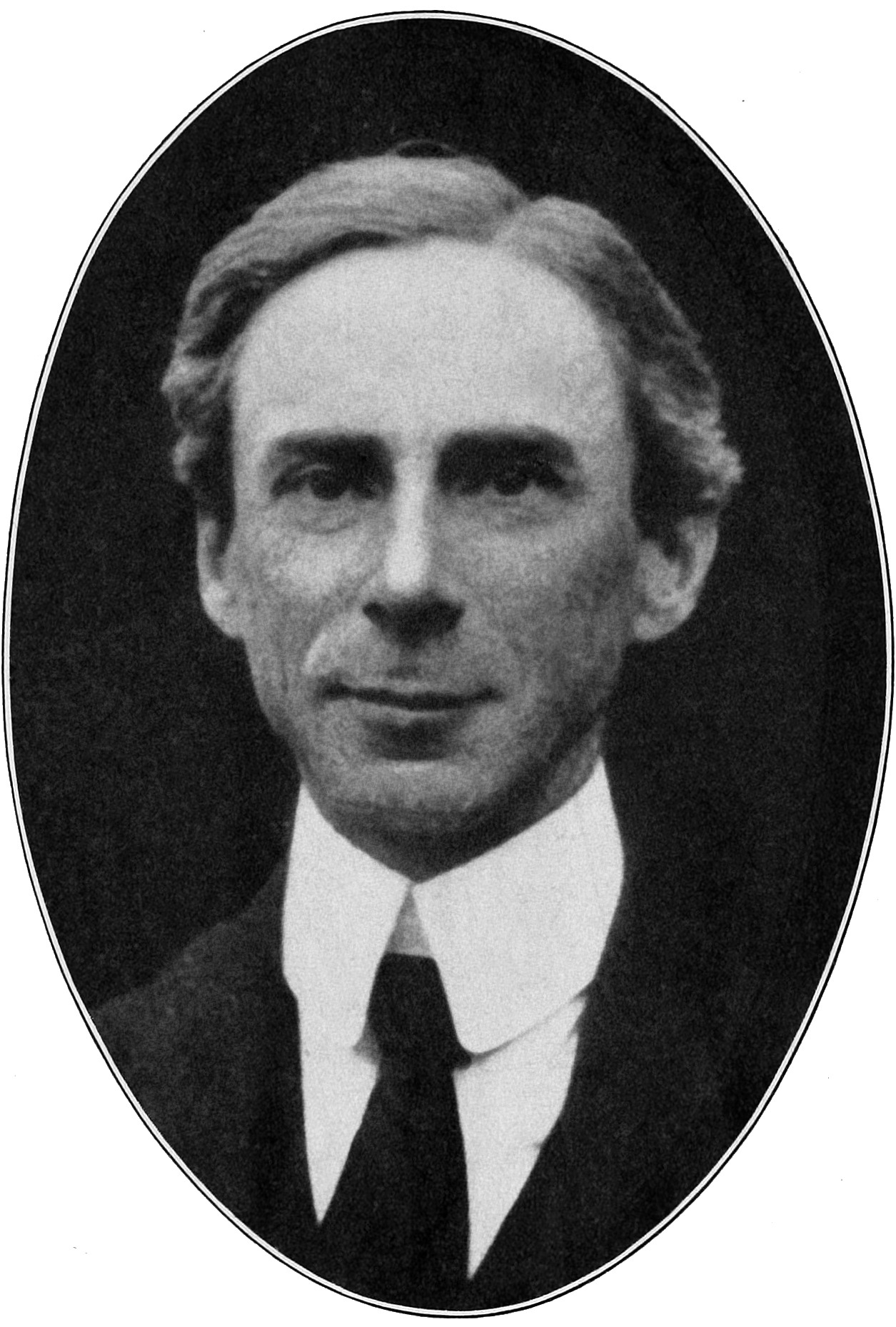
Russell

A tulajdonneveknek két fontos jellegzetességük van:
1. Tulajdonnév (például Pityuka)
2. Határozott leírás (például a legkisebb gyerek az osztályban)

Van azonban, amikor az „ez és ez” kifejezés nem egyedi dolgokra utal: például „mily nyugtató a zene”. A leírás az individuumot valamely tulajdonságai révén ragadja meg. Egy dolog neve rendszerint nincs összefüggésben a dolog tulajdonságaival, mégis lehet következtetni a névből például az illető nemére, az azonban nem mindig derül ki a névből, hogy viselője milyenfajta létező. Kivételt képeznek az olyan nevek, mint „Magyar Nemzeti Bank” vagy a beszélő nevek, mint „Rettegett Iván”.
Ahhoz, hogy egy név egy mondatban betöltse feladatát, a név referenciáját a névtől függetlenül azonosítani kell: a név nem áll meg önmagában.
Mill: A „fehér” szó egyfelől a fehérség tulajdonságát konnotálja, másfelől azokat a dolgokat denotálja, amelyek fehérek. A tulajdonnevekkel másképp áll a dolog, mint a predikátumokkal és a leírásokkal. A nevek konkrét individuumot jelölnek vagy denotálnak. A név nyelvi szerepe az, hogy utal valamire: a névből nem lehet következtetni a referenciája tulajdonságaira.
Frege : A neveknek – jelöletükön kívül – értelemmel is kell rendelkezniük. Egy név rendelkezhet értelemmel még akkor is, ha nincs jelölete, és két név értelme különbözhet még akkor is, ha jelöletük azonos. Frege szerint az értelem meghatározza a jelöletet. Az értelem nem keverendő össze a szubjektív képzettel, ami a névhez kapcsolódik. A tulajdonnév értelmét mindenki felfogja, aki ismeri az illető nyelvet. A nevek értelmét olyan határozott leírásokkal adhatjuk meg, amelyeket a név jelölete kielégít. Ez a nevek leíró elmélete.
Russell: a valódi neveknek úgy kell viselkedniük, ahogyan azt a milliánus elmélet diktálja: egy névnek meg kell neveznie valamit, másképpen nem lehet név. Russell szembeállítja a nevekkel a logikai leírásokat: egy dolog logikai neve felcserélhető lehet minden mondatban, azonban egy logikai nevet tartalmazó mondat csak akkor értelmes, ha a név egy létező dologra utal. A leírás azonban akkor is lehet értelmes, ha a leírt dolog a valóságban nem létezik.
Az emberek különböző nevek alatt mást és mást értenek, és ez a baj a leíró elmélettel, véli Russell, mert a mindennapi nevek nem nevek, hanem „álcázott leírások”. Például van, akinek Arisztotelész úgy ismert, mint a Metafizika szerzője, és van, akinek úgy, mint Nagy Sándor nevelője.
Kripke szerint a leíró elmélet egyetlen emberre vonatkozva sem működik, mert egy nevet úgy is lehet használni, hogy nem kapcsolunk hozzá semmilyen leírást. Szerinte a leírások nem határozzák meg a név referenciáját.

## Nyelvi externalizmus

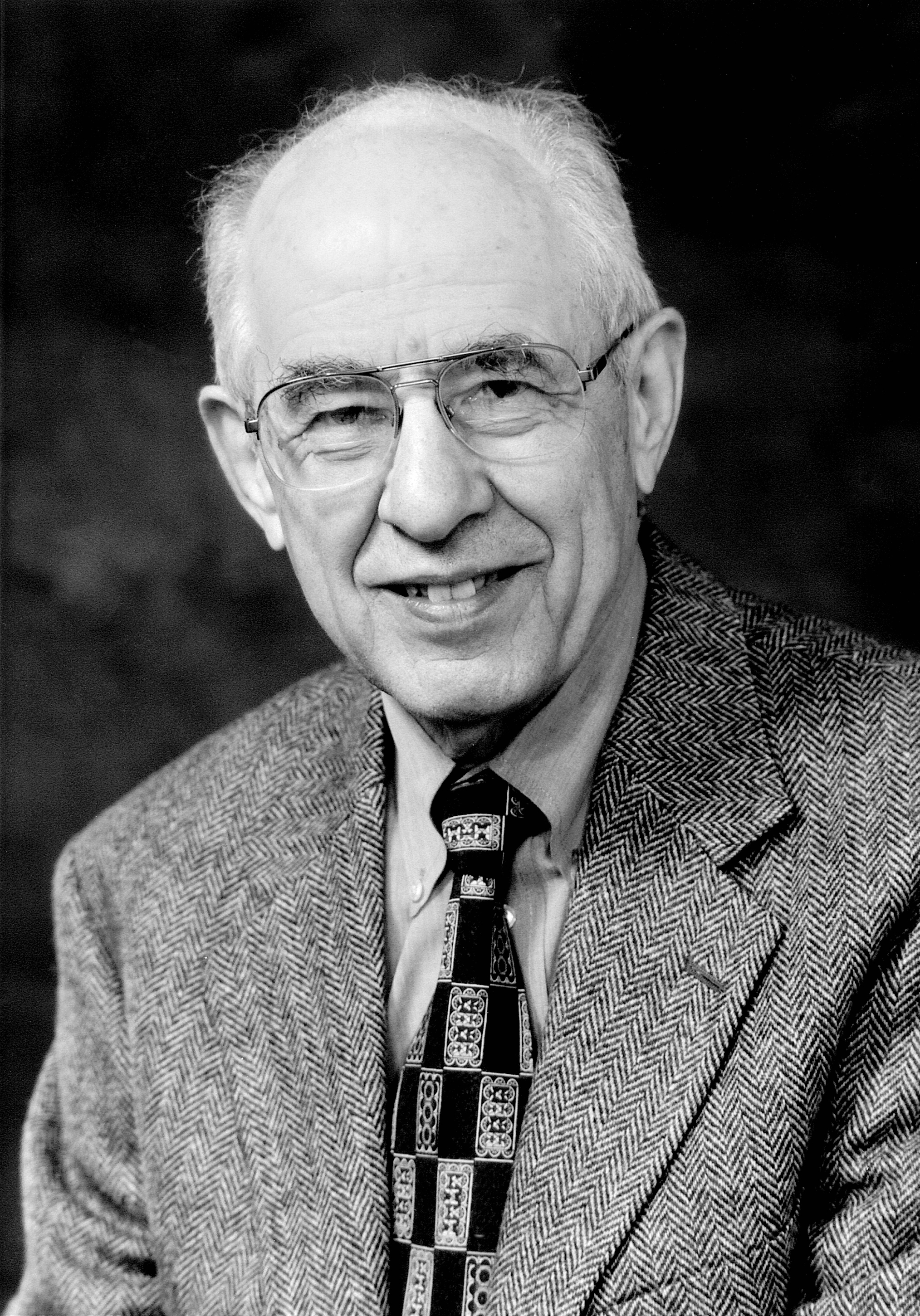
Putnam

A kérdés az, hogy mennyire autonóm a nyelv a külvilághoz képest. Hilary Putnam válasza a következő: a jelentés rajtunk kívül álló dolgoktól függ, azonban egyedül rajtunk áll, hogy mit értünk szavaink alatt.
Putnam az Agyak a tartályban című művében a következőket mondja: Ha valaki egy tartályban van, és az agyában levő dolgok alapján azt hiszi, hogy beszél (pedig valójában nem beszél), majd egyszer visszakerül egy emberi testbe, újra az emberek közé, és beszéd során érteni fogja őket, akkor azt mondhatjuk, hogy a jelentést az határozza meg, ami a fejünkben van, nem pedig a külvilág tényei.

## Lásd még
- Frege nyelvfilozófiája